# Diaparsis jucunda
Diaparsis jucunda là một loài tò vò trong họ Ichneumonidae.